# Tandja Mamadou
Tandja Mamadou (født 1938, død 24. november 2020) var præsident i Niger fra 1999 til 2010. Han blev afsat ved et militærkup den 18. februar 2020.